# Hemerobius raphidioides
Hemerobius raphidioides là một loài côn trùng trong họ Hemerobiidae thuộc bộ Neuroptera. Loài này được Villers miêu tả năm 1789.